# Escala de Inteligência Wechsler para Adultos
Escala de Inteligência Wechsler para Adultos (ou em inglês: Wechsler Adult Intelligence Scale ou WAIS) é um teste geral de inteligência (QI), publicado em fevereiro de 1955 como uma revisão do teste Wechsler-Bellevue (1939), uma bateria de testes que é composta dos subtestes Wechsler "adotados" dos testes do Exército (Yerkes, 1921). Weschler definiu inteligência como "a capacidade global de uma pessoa agir resolutamente, pensar racionalmente e se relacionar eficazmente com o seu ambiente".
O WAIS-III é um dos mais importantes testes para avaliação clínica de capacidade intelectual de adultos na faixa etária entre 16 e 89 anos. Embora apresente as características essenciais de seus predecessores, o WAIS-III fornece dados normativos atuais, tanto da amostra original americana como da brasileira, e também material e procedimentos de aplicação atualizados.
Segundo David Wechsler (1896–1981), a inteligência pode ser definida como uma construção multidimensional que pode se manifestar de diversas formas e revela a capacidade do indivíduo para agir deliberadamente, pensar racionalmente e lidar efetivamente com seu ambiente. Sendo simultaneamente uma característica global, ou do comportamento do indivíduo como um todo e também específica, pois é compostas de elementos ou capacidades qualitativamente distintas.

## Subtestes WAIS-III agrupados de acordo com os Índices
O WAIS-III oferece a possibilidade de se obter medidas para as seguintes Escalas e Índices:
- Fatoriais:
  - QI Verbal
  - QI de Execução
  - QI Total
  - Índice de Compreensão Verbal
  - Índice de Organização Perceptual
  - Índice de Memória Operacional
  - Índice de Velocidade e amplitude de Processamento